# Speicher Gramzow
Der Gramzower Speicher, Eigenbezeichnung Der Speicher Gramzow, ist ein Industriedenkmal im Ort Gramzow des Landkreises Uckermark im Bundesland Brandenburg. Er wurde zu Beginn der 1950er Jahre zur Lagerung von frisch geernteten Getreidekörnern und Raps an der Zehnebecker Straße/Bahnhofstraße errichtet. Samt der im Bauwerk erhaltenen Technik steht der Speicher unter Einbeziehung der Verladegleisanlagen unter Denkmalschutz.

## Geschichte
Am Rand des Ortes Gramzow und in der Nähe des Bahnhofs wurde zu Beginn der 1950er Jahre zur Zwischenlagerung von Getreide und Raps ein zehngeschossiger Silo neben einer Straße errichtet.
Verschiedene Quellen geben als Fertigstellungsjahr 1953/1954 an.
Die Brandenburgische Landesregierung hat den Speicher als Industriedenkmal unter Schutz gestellt, weil er „als anschauliches Zeugnis der Wirtschaftsgeschichte der DDR“ und „als Symbol für die Kollektivierung der Landwirtschaft gilt“.
Nach Beendigung der landwirtschaftlichen Nutzung im Ergebnis der deutschen Wiedervereinigung und zu Beginn des 21. Jahrhunderts stand das solide Bauwerk längere Zeit leer. Dann übernahmen die Privatpersonen Manuela Busch und Frank Wiemeyer aus Schwedt den Speicher und ließen ihn ab 2016 schrittweise sanieren und in kleinen Bereichen im Inneren für eine neue Nutzung umbauen. Finanziert wurden diese Arbeiten durch den Europäischen Landwirtschaftsfonds für die Entwicklung des ländlichen Raumes (ELER) und aus Mitteln des Landes Brandenburg.

## Beschreibung
Das Speichergebäude ist ein Stahlbeton-Skelettbau und steht auf einer rechteckigen Fläche mit den Seitenlängen 21,50 Meter × 11 Meter (nur Silozellen) bzw. 30 m × 15,50 m (einschließlich Kopfbau). Der Silokörper gliedert sich in sechs Bauachsen. Die langen glatten Sichtbetonflächen sind mit unverputzten Ziegelsteinen im Sockelbereich und an den oberen zwei Stockwerken verkleidet. Der wie ein Treppenturm gestaltete Kopfbau enthält die notwendigen technischen Geräte für die Arbeitsschritte der Kornspeicherung:
Annahme, Wiegung, Reinigung, Trocknung, Aufbereitung, Trogkettenförderung, Rohrleitungen, Pumpen sowie einen Fördertunnel unter den Silozellen für den Abtransport. Er wurde im Stahlskelett aus Ziegelsteinen ausgemauert und blieb unverputzt.
Für den An- und Abtransport der Getreidekörner kamen entweder Lastkraftwagen oder Eisenbahnwaggons zum Einsatz, für welche eine Stichgleisanlage verlegt wurde.
Der Kopfbau ist zwei Etagen höher als der Silokörper mit den sechs Silozellen. In jeder Etage des Turmes sind an zwei Seiten Fensterbänder angeordnet, auf der dritten schmalen Seite befinden sich in jeder zweiten Etage statt der Fenster Lüftungsschlitze.
Am oberen Betonrand der mittleren Silozellen sind die gut sichtbaren Buchstaben VEAB erhaben herausgearbeitet. Sie stehen für Volkseigene Erfassungs- und Aufkaufbetriebe, den Betreiber des Speichers in der DDR-Zeit.
Die Gesamthöhe des Silos (ohne Turm) beträgt 30 Meter.
Das oberste Stockwerk des Turmes dient als Aussichtsplattform.
Die Erschließung des Inneren erfolgt über Metalltreppen und über einen kleinen Lastenaufzug.
Zum Schutz vor Vandalismus wird die Fläche des Speicherkomplexes von einem Maschendrahtzaun umgeben.

## Nutzung
Das gesamte Gebäude dient seit den 2020er Jahren als Kunst- und Kulturort (SpeicherART). Zwischen den Monaten Mai und Oktober finden hier jährlich zahlreiche Kulturveranstaltungen statt wie Theatervorstellungen in Kooperation mit Brandenburger Theatern, Konzerte, Ausstellungen mit Gemälden, Fotos oder Museumsexponaten, Workshops und vieles andere mehr.
Insgesamt stehen 15 Ausstellungsflächen mit rund 1800 Quadratmeter bereit, verteilt auf alle Etagen. Für deren saisonale Nutzung können sich Künstler bewerben.
Auf Anfrage bieten die Betreiber Führungen im Speicher an.

## Auszeichnungen
Im Jahr 2021 erhielten Busch und Wiemeyer den von der Brandenburger Landesregierung (Ministerium für Wissenschaft, Kunst und Kultur) vergebenen Denkmalpflegepreis für die „Rettung des Industriedenkmals“ Gramzower Getreidespeicher.
Das Land Brandenburg hat die beiden Kulturschaffenden im Herbst 2022 auch für den Deutschen Denkmalpflegepreis vorgeschlagen, mit dem das Deutsche Nationalkomitee für Denkmalschutz zugleich deren Engagement für die behutsame kulturelle Nutzung anerkannt hat. Die Übergabe des Preises (eine künstlerisch gestaltete silberne Halbkugel) erfolgte am 7. November 2022 in Hamburg.